# El Naranjo (Tumbes)
El Naranjo es una localidad peruana ubicada en el distrito de Pampas de Hospital, perteneciente a la provincia y el departamento de Tumbes, al norte del Perú. 

## Ubicación
El Naranjo se ubica al centro de la provincia de Tumbes, en el distrito de Pampas de Hospital, en el departamento de Tumbes.

## Demografía
En 2017 El Naranjo tenía una población de 4 habitantes.
| Gráfica de evolución demográfica de El Naranjo entre 1993 y 2017 |
|                                                                  |
| Fuentes: Población 1993 y 2017                                   |